# Abbaye de Charon
L’abbaye de Charon (ou de Charron, appelée également abbaye de Grâce Notre-Dame) est une ancienne abbaye cistercienne, fondée par les moines de la Grâce-Dieu, et qui était située sur le territoire de la commune de Charron, en Charente-Maritime.

## Histoire

### Fondation
Dès 1126 Guillaume VII d'Aquitaine chasse et réside déjà dans une abbaye à Charron, un couvent probablement antérieur à l’abbaye de la Grâce Notre-Dame. Celle-ci est fondée grâce à un don de Richard Cœur de Lion, roi d'Angleterre et duc d'Aquitaine, et sa construction débuter avec celle du château de Marans en 1150. En 1190 elle est affranchie par Laetitia de Rancon, dame d’Esnandes, de tout péage et droit d’usage à Esnandes.

### Moyen Âge
En 1333, un document recensant les moyens financiers de toutes les abbayes cisterciennes du royaume de France, en vertu de leur participation à la décime, révèle que Charon, sur près de deux cents abbayes masculines de l'ordre, est la deuxième plus pauvre (après Bois-Grolland), sa contribution à l'impôt s'élevant tout juste à quinze sous annuels.

### Les destructions
Détruite en 1562 pendant les guerres de Religion, l'abbaye est reconstruite à partir de 1614 et survit jusqu'à la Révolution. Vendue alors comme bien national, elle devint ensuite une simple exploitation agricole.

## Filiation et dépendances
Charon est fille de l'abbaye de la Grâce-Dieu. Elle se développe relativement peu et ne fonde pas d'abbaye-fille.